# 長征11号
長征11号 (中国語: 长征十一号运载火箭) は、中華人民共和国の固体燃料打ち上げ機。英語ではLong March 11やChang Zheng 11と表記されLM-11やCZ-11と略される。
開拓者、快舟、飛天などと類似する比較的小型の固体燃料を主としたロケットである。国外の同規模のロケットにはミノタウロスI、ペガサス、スタールト1等があげられる。
4段式であり、固体ロケット3段に加え、衛星の軌道を制御するための液体燃料の4段目が取り付けられている。長征系列では初の固体燃料ロケットであり、液体燃料ロケットに比べ迅速な対応ができるとしている。
中国航天科技集団公司が開発した。2015年9月25日に初打ち上げを行い成功した。
2019年には、海上から船舶を利用した打ち上げにも成功した。

## 打ち上げ一覧
| 飛行 番号 | 機体 番号 | 打ち上げ日時(UTC+8)     | 打ち上げ場所                                                                           | 積荷 | 軌道 | 結果 |
| --------- | --------- | ----------------------- | -------------------------------------------------------------------------------------- | --- | ---- | ---- |
| 1         | 遥一      | 2015年9月25日 9時41分   | JSLC                                                                                   | 浦江一号 上科大二号×3                                                                                          | SSO  | 成功 |
| 2         | 遥二      | 2016年11月10日 7時42分  | JSLC                                                                                   | 脉冲星导航试验卫星 潇湘一号 丽水一号 科创KS-1Q试验载荷 少年梦想一号 皮纳二号                                   | SSO  | 成功 |
| 3         | 遥三      | 2018年1月19日 12時12分  | JSLC                                                                                   | 吉林一号视频07星 吉林一号视频08星 “淮安号”恩来星 湘江新区号（潇湘二号） 亦庄·全图通一号 加拿大开普勒一号       | SSO  | 成功 |
| 4         | 遥四      | 2018年4月26日 12时42分  | JSLC                                                                                   | 珠海一号02组高光谱01星 珠海一号02组高光谱02星 珠海一号02组高光谱03星 珠海一号02组高光谱04星 珠海一号02组视频星 | SSO  | 成功 |
| 5         | 遥五      | 2018年12月22日 07時51分 | JSLC                                                                                   | 虹云工程技术验证卫星                                                                                           | SSO  | 成功 |
| 6         | 遥六      | 2019年1月21日 13時42分  | JSLC                                                                                   | 吉林一号光谱01星 吉林一号光谱02星 灵鹊-1A星 青腾之星（潇湘一号03星）                                           | SSO  | 成功 |
| 7         | HY1       | 2019年6月5日 12時06分   | 黄海海域海上発射台 北緯34度53分58秒 東経121度11分25秒 / 北緯34.89944度 東経121.19028度 | 捕风一号A、B 中电网通一号A、B 吉林一号高分03A 娄星号卫星（潇湘一号04星） 陶行知教育一号卫星（天启三号）        | LEO  | 成功 |
| 8         | 遥七      | 2019年9月19日 14時42分  | JSLC                                                                                   | 珠海一号03组高光谱01星 珠海一号03组高光谱02星 珠海一号03组高光谱03星 珠海一号03组高光谱04星 珠海一号03组视频星 | SSO  | 成功 |
| 9         | 遥八      | 2020年5月30日 04時13分  | XSLC                                                                                   | 新技术试验卫星G、H                                                                                             | LEO  | 成功 |
| 10        | HY2       | 2020年9月15日 09時23分  | 黄海海域海上発射台                                                                     | 吉林一号高分03C1、2、3 吉林一号高分03B1、2、3、4、5、6                                                         | SSO  | 成功 |
| 11        | 遥九      | 2020年12月10日 04時14分 | XSLC                                                                                   | GECAM01、02 | LEO  | 成功 |
| 12        | 遥十      | 2022年03月30日 10時29分 | JSLC                                                                                   | 天平二号A、B、C                                                                                                | SSO  | 成功 |